# Simon Armitage
Simon Robert Armitage (Huddersfield, West Yorkshire, 26 de maig de 1963) és un poeta, dramaturg i novel·lista anglès. Actualment és professor a la University of Sheffield. El 19 de juny de 2015, Armitage fou elegit Oxford Professor of Poetry (Professor de poesia d'Oxford), càrrec de dedicació parcial que es concedeix per votació.

## Vida i carrera
Armitage va néixer a Huddersfield, West Yorkshire i es va criar a la població de Marsden, West Yorkshire. Inicià els seus estudis a la Colne Valley High School, de Linthwaite i va passar a estudiar geografia a la Portsmouth Polytechnic; la seva primera col·lecció de poemes s'anomena Human Geography (1988). Fou estudiant de postgrau a la Universitat de Manchester. Fins al 1994 treballà com a probation officer a Greater Manchester. Ha donat classes d'escriptura literària a la Universitat de Leeds i la Universitat d'Iowa, i a la Manchester Metropolitan University. Ha conduït programes de literatura, història i viatges per als canals 3 i 4 de la BBC Radio; i des de 1992 ha escrit i presentat diversos documentals televisius. Entre 2009 i 2012 fou Artist in Residence al South Bank de Londres, i el febrer de 2011 esdevingué professor de poesia a la Universitat de Sheffield.

Viu al Holme Valley, West Yorkshire. És, de sempre, seguidor del club de futbol Huddersfield Town, havent fet moltes referències a aquesta faceta en el seu llibre All Points North.

### Obra
Els llibres de poemes d'Armitage inclouen Book of Matches (1993) iThe Dead Sea Poems (1995). Ha escrit dues novel·les, Little Green Man (2001) iThe White Stuff (2004), així com All Points North (1998), una col·lecció d'assajos sobre Irlanda del Nord. Va produir una versió dramatitzada de l'Odissea d'Homer i una recopilació de poesia titulada Tyrannosaurus Rex Versus The Corduroy Kid.
La seva escriptura es caracteritza per un per una ironia pròpia de Yorkshire combinada amb "un estil accessible i realista, i una serietat crítica." La seva traducció de Sir Gawain and the Green Knight (2007) fou adoptada per la novena edició de la The Norton Anthology of English Literature, i fou el narrador d'un documental de la BBC del 2010 sobre aquest poema i el seu ús del paisatge.
Armitage també escriu per a la ràdio, la televisió, el cinema i l'escena teatral. És autor de cinc obres teatrals, incloent-hi Mister Heracles, una versió de La follia d'Hèracles, d'Eurípides i The Last Days of Troy, estrenada al teatre Shakespeare's Globe el juny de 2014.
El 2004, fou elegit Fellow de la Royal Society of Literature i el 2010 fou nomenat Commander of the Order of the British Empire (CBE). És vicepresident de la Poetry Society.

## Premis i honors
- 1988 Eric Gregory Award

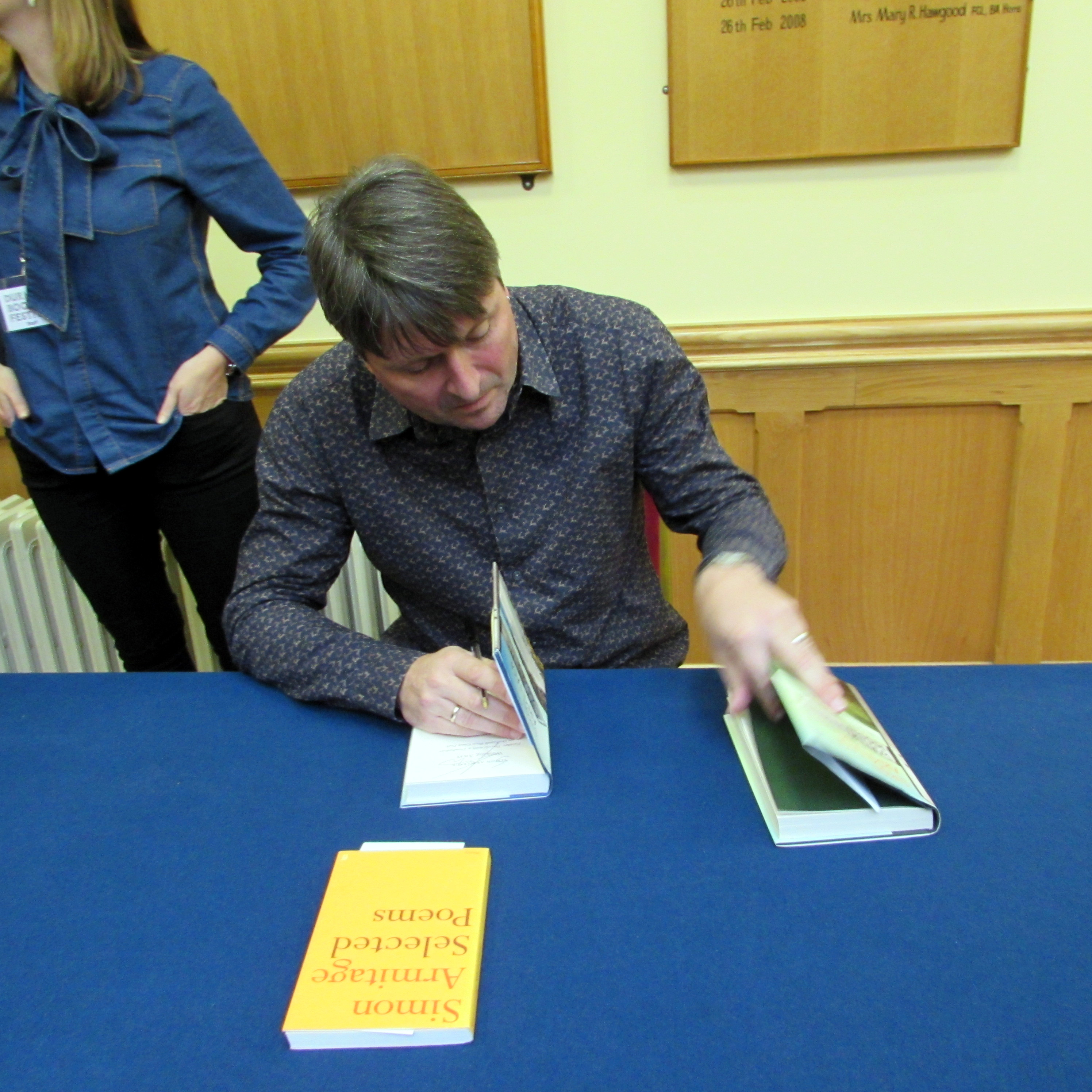
Armitage el 2015

- 1989 Zoom! made a Poetry Book Society Choice
- 1992 Un Forward Poetry Prize per Kid
- 1993 Sunday Times Young Writer of the Year
- 1994 Lannan Literary Award
- 1998 Yorkshire Post Book of the Year per All Points North
- 2003 Guanyador del BAFTA
- 2003 Ivor Novello Award per música de cançó
- 2004 Fellow de la Royal Society for Literature
- 2005 Spoken Word Award (Gold) per The Odyssey
- 2006 Royal Television Society Documentary Award Winner per Out of the Blue
- 2008 Guanyador del The Not Dead (C4, Century Films) Mental Health in the Media Documentary Film
- 2010 Seeing Stars designat Poetry Book Society Choice
- 2010 Keats-Shelley Prize per a poesia
- 2010 Nomenat CBE en la Queen's Birthday Honours List, pels seus serveis a la poesia
- 2012 The Death of King Arthur nomenat Poetry Book Society Choice
- 2012 Hay Medal de poesia
- 2012 T S Eliot Prize, shortlist, The Death of King Arthur[11]
- 1996 Doctor of Letters, Universitat de Portsmouth
- 1996 Honorary Doctorate, Universitat de Huddersfield
- 2009 Honorary Doctorate, Sheffield Hallam University[12]
- 2011 Doctor of the University de la Open University
- 2015 Honorary Doctor of Letters, Universitat de Leeds[13]

## Obres publicades

### Col·leccions de poesia
- Zoom! (Bloodaxe, 1989) ISBN 978-1-85224-078-3
- Xanadu (1992)
- Kid (1992)
- Book of Matches (1993)
- The Dead Sea Poems (1995)
- CloudCuckooLand (1997)
- Killing Time. (1999)
- Selected Poems (2001)
- The Universal Home Doctor (2002)
- Travelling Songs (2002)
- The Shout: Selected Poems (2005)
- Tyrannosaurus Rex Versus The Corduroy Kid (2006)
- The Not Dead (2008)
- Out of the Blue (2008)
- Seeing Stars (2010)
- Paper Aeroplanes (2014)
- Remains (1963)

### Traducció
- Homer's Odyssey (2006)[14]
- Sir Gawain and The Green Knight (2007)
- The Death of King Arthur (2011)

### Edicions limitades i opuscles
- Human Geography (Smith/Doorstop Books, 1986)
- Distance Between Stars (Wide Skirt, 1987)
- The Walking Horses (Slow Dancer, 1988)
- Around Robinson (Slow Dancer, 1991)
- The Anaesthetist (Alton; Clarion, Illustrated by Velerii Mishin, 1994)
- Five Eleven Ninety Nine (Clarion Publishing, Illustrated by Toni Goffe, 1995)
- Machinery of Grace: A Tribute to Michael Donaghy (Poetry Society, 2005), Contributor
- The North Star (University of Aberdeen, 2006)-Contributor
- The Motorway Service Station as a Destination in its Own Right (Smith/Doorstop Books, 2010)
- In Memory of Water - The Stanza Stones poems. (Wood engravings by Hilary Paynter. Published by Andrew J Moorhouse, Fine Press Poetry, 2013)
- Considering the Poppy - (Wood engravings by Chris Daunt. Published by Andrew J Moorhouse, Fine Press Poetry, 2014)
- Waymarkings - (Wood engravings by Hilary Paynter. Published by Andrew J Moorhouse, Fine Press Poetry, 2016)

### Novel·les
- Little Green Man (2001)
- The White Stuff (2004)

### Edicions
- Penguin Modern Poets BK.5 (amb Sean O'Brien i Tony Harrison, 1995)
- The Penguin Book of Poetry from Britain and Ireland since 1945 (amb Robert Crawford, 1998)
- Short and Sweet: 101 Very Short Poems (1999)
- Ted Hughes Poems: Selected by Simon Armitage (2000)
- The Poetry of Birds (amb Tim Dee, 2009)

### Altres llibres
- Moon Country (amb Glyn Maxwell,1996)
- Eclipse (1997)
- All Points North (1998)
- Mister Heracles After Euripides (2000)
- King Arthur in the East Riding (Pocket Penguins,2005)
- Jerusalem (2005)
- The Twilight Readings (2008)
- Gig: The Life and Times of a Rock-star Fantasist (2008)
- Walking Home: Travels with a Troubadour on the Pennine Way (2012)
- Walking Away : Further Travels with a Troubadour on the South West Coast Path (2015)